# Fidor
Fidor – osada w Polsce położona w województwie świętokrzyskim, w powiecie koneckim, w gminie Końskie.
Osada wchodzi w skład sołectwa Nieświń.
W latach 1975–1998 miejscowość administracyjnie należała do województwa kieleckiego.
W 2019 roku doszło w Fidorze do awarii fabryki, przez co pył wydobywający się z zakładu pokrył auta i dachy domów przy ulicy Północnej w Nieświniu.
Wierni kościoła rzymskokatolickiego należą do parafii św. Barbary w Nieświniu.